# Meeting international Mohammed-VI
Le Meeting international Mohammed-VI est une compétition d'athlétisme se déroulant une fois par an au complexe sportif Moulay-Abdallah de Rabat, au Maroc. Créée en 2008, l'épreuve a fait partie de 2010 à 2015 du calendrier du Challenge mondial IAAF et est promue dans la Ligue de diamant en 2016.

## Éditions
| Date            | Édition | Circuit                     |
| --------------- | ------- | --------------------------- |
| 14 juin 2008    | Ier     |                             |
| 23 mai 2009     | IIe     |                             |
| 6 juin 2010     | IIIe    | Challenge mondial IAAF 2010 |
| 5 juin 2011     | IVe     | Challenge mondial IAAF 2011 |
| 27 mai 2012     | Ve      | Challenge mondial IAAF 2012 |
| 9 juin 2013     | VIe     | Challenge mondial IAAF 2013 |
| 8 juin 2014     | VIIe    | Challenge mondial IAAF 2014 |
| 14 juin 2015    | VIIIe   | Challenge mondial IAAF 2015 |
| 22 mai 2016     | IXe     | Ligue de diamant 2016       |
| 16 juillet 2017 | Xe      | Ligue de diamant 2017       |
| 13 juillet 2018 | XIe     | Ligue de diamant 2018       |
| 16 juin 2019    | XIIe    | Ligue de diamant 2019       |
| 5 juin 2022     | XIIIe   | Ligue de diamant 2022       |

## Records du meeting

### Hommes
| Épreuve           | Record             | Athlète                | Pays           | Date            | Ref   |
| ----------------- | ------------------ | ---------------------- | -------------- | --------------- | ----- |
| 100 m             | 9 s 94 (+0,1 m/s)  | Fred Kerley            | États-Unis     | 28 mai 2023     | [ 2 ] |
| 200 m             | 20 s 03 (+0,4 m/s) | Andre De Grasse        | Canada         | 16 juillet 2017 |       |
| 400 m             | 44 s 33            | Akeem Bloomfield       | Jamaïque       | 13 juillet 2018 | [ 3 ] |
| 800 m             | 1 min 42 s 70      | Tshepiso Masalela      | Botswana       | 25 mai 2025     |       |
| 1 000 m           | 2 min 15 s 31      | Amine Laâlou           | Maroc          | 5 juin 2011     |       |
| 1 500 m           | 3 min 31 s 43      | Jonah Koech            | États-Unis     | 25 mai 2025     |       |
| 3 000 m           | 7 min 32 s 93      | Yomif Kejelcha         | Éthiopie       | 13 juillet 2018 | [ 3 ] |
| 5 000 m           | 12 min 59 s 28     | Vincent Kiprop Chepkok | Kenya          | 27 mai 2012     |       |
| 110 m haies       | 13 s 08 (-1,3 m/s) | Rasheed Broadbell      | Jamaïque       | 28 mai 2023     | [ 2 ] |
| 400 m haies       | 48 s 25            | Khallifah Rosser       | États-Unis     | 5 juin 2022     | [ 4 ] |
| 3 000 m steeple   | 7 min 56 s 68      | Soufiane el-Bakkali    | Maroc          | 28 mai 2023     | [ 2 ] |
| Saut en hauteur   | 2,39 m             | Bohdan Bondarenko      | Ukraine        | 8 juin 2014     |       |
| Saut à la perche  | 5,86 m             | Sam Kendricks          | États-Unis     | 13 juillet 2018 | [ 3 ] |
| Saut en longueur  | 8,38 m (+0,6 m/s)  | Yahya Berrabah         | Maroc          | 23 mai 2009     |       |
| Saut en longueur  | 8,38 m (+0,8 m/s)  | Rushwal Samaai         | Afrique du Sud | 22 mai 2016     |       |
| Triple saut       | 17,10 m            | Lázaro Martínez        | Cuba           | 19 mai 2024     | [ 5 ] |
| Lancer du poids   | 22,47 m            | Ryan Crouser           | États-Unis     | 16 juillet 2017 |       |
| Lancer du disque  | 70,78 m            | Fedrick Dacres         | Jamaïque       | 16 juin 2019    | [ 6 ] |
| Lancer du marteau | 79,90 m            | Paweł Fajdek           | Pologne        | 14 juin 2015    |       |
| Lancer du javelot | 89,75 m            | Magnus Kirt            | Estonie        | 13 juillet 2018 | [ 3 ] |

### Femmes
| Épreuve           | Record             | Athlète               | Pays             | Date            | Ref   |
| ----------------- | ------------------ | --------------------- | ---------------- | --------------- | ----- |
| 100 m             | 10 s 83            | Elaine Thompson-Herah | Jamaïque         | 5 juin 2022     | [ 4 ] |
| 200 m             | 21 s 98 (+0,8 m/s) | Shericka Jackson      | Jamaïque         | 28 mai 2023     | [ 2 ] |
| 400 m             | 49 s 80            | Shaunae Miller-Uibo   | Bahamas          | 16 juillet 2017 |       |
| 800 m             | 1 min 56 s 64      | Caster Semenya        | Afrique du Sud   | 22 mai 2016     |       |
| 1 000 m           | 2 min 31 s 01      | Caster Semenya        | Afrique du Sud   | 13 juillet 2018 | [ 3 ] |
| 1 500 m           | 3 min 54 s 03      | Gudaf Tsegay          | Éthiopie         | 28 mai 2023     | [ 2 ] |
| 3 000 m           | 8 min 11 s 56      | Beatrice Chebet       | Kenya            | 25 mai 2025     |       |
| 5 000 m           | 14 min 16 s 31     | Almaz Ayana           | Éthiopie         | 22 mai 2016     |       |
| 100 m haies       | 12 s 46 (+1,2 m/s) | Tobi Amusan           | Nigeria          | 25 mai 2025     |       |
| 400 m haies       | 52 s 46            | Femke Bol             | Pays-Bas         | 25 mai 2025     |       |
| 3 000 m steeple   | 9 min 16 s 14      | Hiwot Ayalew          | Éthiopie         | 27 mai 2012     |       |
| Saut en hauteur   | 2,01 m             | Yaroslava Mahuchikh   | Ukraine          | 28 mai 2023     | [ 2 ] |
| Saut à la perche  | 4,82 m             | Sandi Morris          | États-Unis       | 16 juin 2019    | [ 6 ] |
| Saut en longueur  | 6,93 m (+0,2 m/s)  | Tianna Bartoletta     | États-Unis       | 8 juin 2014     |       |
| Triple saut       | 14,96 m (+0,1 m/s) | Caterine Ibargüen     | Colombie         | 13 juillet 2018 | [ 3 ] |
| Lancer du poids   | 19,69 m            | Valerie Adams         | Nouvelle-Zélande | 8 juin 2014     |       |
| Lancer du disque  | 68,28 m            | Yaime Pérez           | Cuba             | 16 juin 2019    | [ 6 ] |
| Lancer du marteau | 73,30 m            | Kathrin Klaas         | Allemagne        | 8 juin 2014     |       |
| Lancer du javelot | 64,76 m            | Madara Palameika      | Lettonie         | 22 mai 2016     |       |